# Кривина (област София)
Вижте пояснителната страница за други значения на Кривина.
За другото българско село Кривина вижте Кривина (Русенска област)
Кривина е село в Западна България. То се намира в Район Панчарево на СО, област София.

## География
Кривина се намира на изток на разстояние 14 km от центъра на столицата София и на 700 метра от източната дъга на Околовръстното шосе. На север селото граничи с няколко живописни езера, отдалечени на 600 m от жилищната зона, докато на изток е голямото езеро на Кривина, което отстои на 200 m. На юг граничи с Казичене, което е и най-близкото разположено селище. Разстоянието между двете е 2,7 km. В землището на селището има наличие на високи подпочвени води. Теренът е равнинен, климатът е умерено континентален с ярко изразени годишни сезони. Село Кривина е средно голямо. По официални данни живеят 1458 души.

## История
Преди доста години, когато още село Кривина не е съществувало, през неговата територия са преминавали три реки – Мачкова, Мотиска и Искър. Първоначално селото се е намирало в Стара планина
близо до Беледие хан в местността Водениците по поречието на река Крива. Старото селище било закътано и скрито, но турците го откриват и опожаряват. Половината от жителите му се поселват в село Градец – Софийска област и махала Беледие хан, Царичина, а останалите се преселват и основават днешното село Кривина, станало по-късно квартал на София. Според легендата по време на османското владичество жителите на селото били недоволни от присъствието на турците и една нощ избили всички до един,
събрали покъщнината си и избягали защото знаели какво ги очаква. Настаняват се на днешното място, където владетел на земите бил също турчин, но с различни разбирания. Той раздал част от земите си
на кривинчани за ползване срещу обработване на собствените му земи. По-късно оставил много земи на родовете, които останали и му били верни.

## Транспорт
Селото се обслужва от две автобусни линии: 8, 14.

## Известни личности
Родени в Кривина
- Рангел Вълчанов (1928 – 2013), български кинорежисьор

## Други
Кривинското основно училище навършва своя 140-годишен юбилей на 22 май 2018 г., но през 2019 г. е закрито поради намалял брой на учениците.
На Кривина е наречена улица в квартал „Христо Смирненски“ в София (Карта).
Залив Кривина на остров Тринити в Антарктика е наименуван в чест на село Кривина.